# Nigersaurus

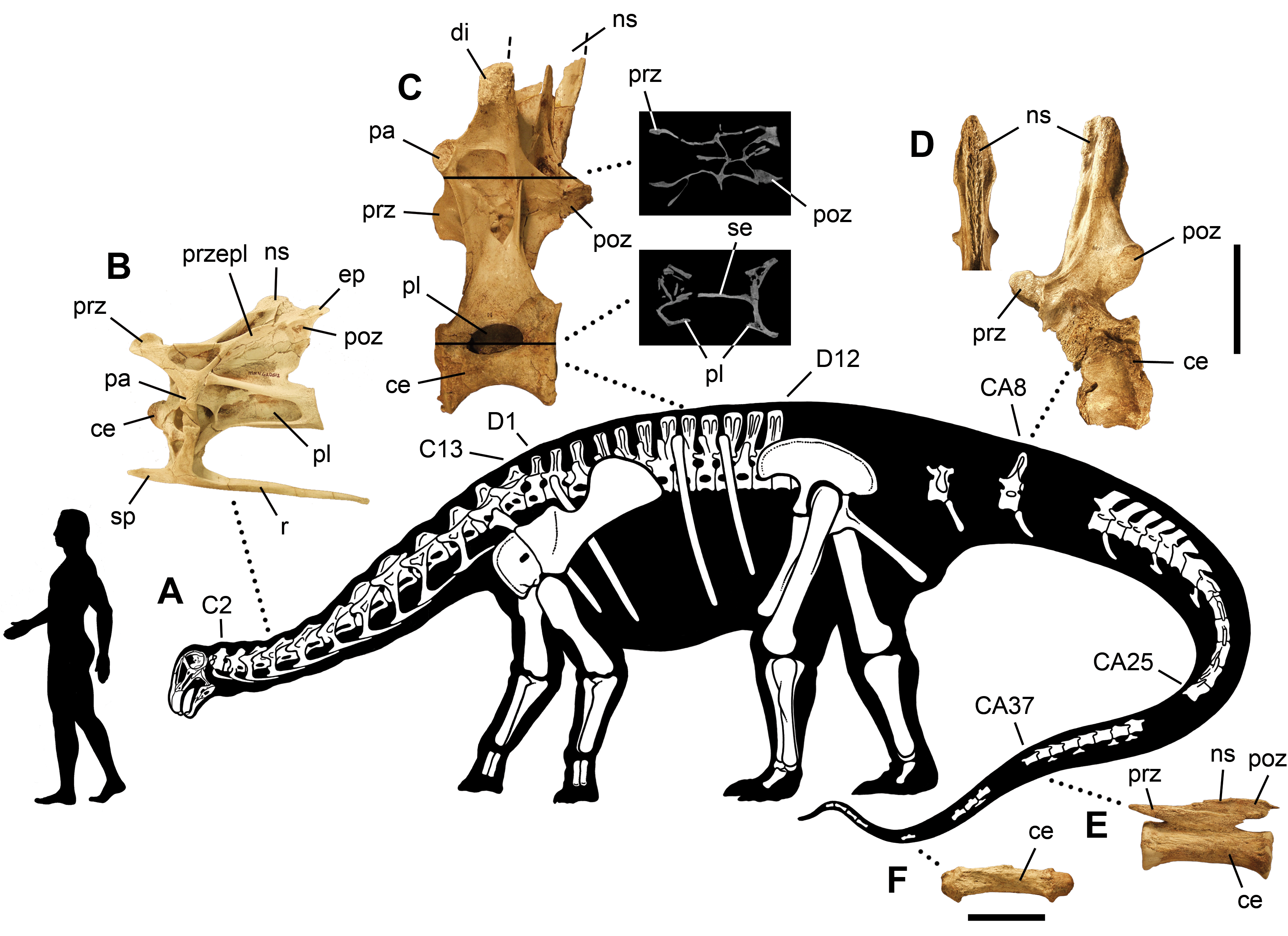

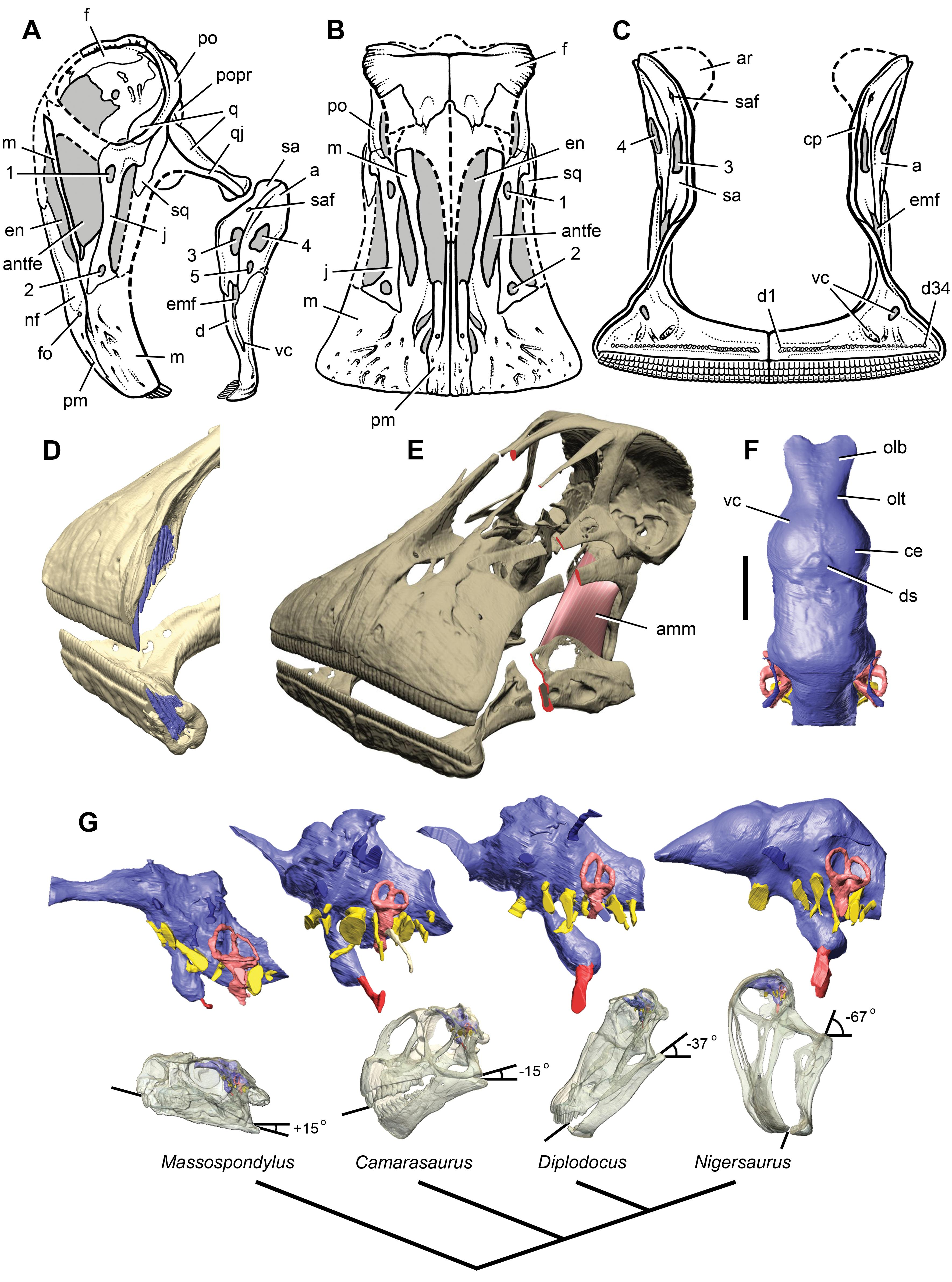

Nigersaurus (que significa lagarto do Níger) era um gênero de dinossauro saurópode do período Cretáceo médio, tendo vivido há entre 119 e 99 milhões de anos, durante as épocas Aptiana ou Albiana. É um gênero para o qual foi descrito apenas uma espécie até a data, o Nigersaurus taqueti. Ele viveu como sugere o nome onde se situa atualmente o Níger.
O Nigersaurus taqueti foi uma espécie de dinossauro quadrúpede, herbívoro, com longas patas e pescoço, medindo cerca de 9 metros de comprimento, pesando aproximadamente 2 toneladas.
Sendo saurópode, comia plantas, muito provavelmente vegetação rasteira, como samambaias e arbustos de pequeno porte. Sua boca estranha provavelmente servia para recolher enormes quantidades de vegetação. Outra curiosidade sobre sua cabeça é que era muito leve, pois seus ossos eram finos e com grandes furos, essa adaptação ocorreu possivelmente para levantar e abaixar a cabeça rapidamente em situações de perigo. Seus olhos ficavam nas laterais da cabeça como na maioria dos herbívoros, para ter uma visão boa do seu entorno.
E seus músculos da mandíbula eram fracos o que vinha a acarretar uma mordida fraca. Seus dentes pequenos tinham que mastigar vegetação dura, e por isso com o degaste ele tinha fileiras e mais fileiras de dentes.